# Batalla de Delio
La batalla de Delio (o Delion) tuvo lugar durante la guerra arquidámica (primera fase de la guerra del Peloponeso), al principio del invierno del 424 a. C. en las proximidades de la pequeña ciudad beocia de Delio, situada no lejos de la frontera con el Ática y en la que se halla un santuario dedicado a Apolo.
Consecuencia de la invasión ateniense mal coordinada para intentar establecer una cabeza de puente en Beocia para instaurar la democracia y a la que se suma una traición, se saldará con una derrota frente a los tebanos y además indirectamente con la pérdida de sus aliados del norte de Grecia que llevará a la Paz de Nicias en la primavera del 421 a. C.

## Campaña precedente a la batalla: invasión de Beocia
Durante el verano del 424 a. C. los atenienses proyectan una operación de envergadura en Beocia, aliada de Esparta, para instaurar el núcleo de la democracia.

Este proyecto comporta varios puntos :
- Invasión por tierra para tomar Delio y hacer de él un puesto avanzado fortificado.
- Invasión por mar para ocupar Sifas (o Sifes), ciudad de la costa norte del golfo de Corinto en el territorio de la polis de Tespias.
- Levantamiento de Sifas y Queronea contra la autoridad del lugar gracias a los partidarios infiltrados.
- Elemento importante para dividir las fuerzas tebanas y garantizar el éxito, es que las tres operaciones deben tener lugar al mismo tiempo.[1]

El mando de la operación marítima es confiado a Demóstenes, mientras que Hipócrates dirige la fase terrestre.

### Campaña naval
Durante el verano del 424 a. C., de regreso de Megáride, Demóstenes iza velas con 40 navíos hacia Naupacto, base naval ateniense que controla la entrada del golfo de Corinto, para reclutar fuerzas, luego hacia el país de los agreos cerca del golfo de Ambracia, (oeste de Grecia) para hacerse aliados y reunir también allí refuerzos. Esto hace, cercano el invierno, el convoy pone rumbo a Sifas pero, por un incomprensible error de fechas, se presenta delante de la plaza con antelación, no habiendo Hipócrates alcanzado aún Delio. Además, el proyecto es denunciado por un focidio, Nicómaco, lo que permite a los beocios ocupar Sifes y Queronea para el envío de tropas antes del comienzo de las operaciones atenienses. Demóstenes no consigue ningún resultado de sus objetivos.

### Los partidarios de Sifas y Queronea
Descubierto el proyecto, Sifas y Queronea ocupadas por las tropas beocias, estas mismas tropas unidas pues Hipócrates no ha invadido Beocia aún, los partidarios de la causa ateniense no pueden más que resignarse y no provocan ningún levantamiento para entregar como estaba previsto las ciudades.

### Campaña terrestre: ocupación y fortificación de Delio

Mapa detallado del Ática y de Beocia con la localización de Delio.

Ese mismo verano, Hipócrates se apresura en Atenas a reunir sus tropas y toma una medida excepcional integrando en una leva general, además de ciudadanos, a metecos y los extranjeros presentes en la ciudad.
Cuando a principios de noviembre del 424 a. C., Hipócrates alcanza Delio y se instala allí, las fuerzas beocias habían dejado ya Sifas y habían marchado sobre él.

Durando cinco días utiliza el ejército para fortificar Delio haciendo cavar un foso alrededor del santuario y del templo y elevar una muralla hecha de un terraplén de tierra mezclada con piedras, ladrillos y ramas y coronado de estacas. Mientras la operación se concluía, Hipócrates vuelve a enviar el ejército hacia el Ática, los hoplitas se detienen a diez estadios de Delio para esperarle, la mayoría de las tropas ligeras prosiguiendo hacia Atenas y él mismo que se retrasa hasta el santuario para rematar las fortificaciones y organizar la guardia.

Es durante estos días que las fuerzas tebanas procedentes de Sifas llegan a Tanagra y se reúnen allí con todas las fuerzas venidas de Beocia. Enterado de que las tropas atenienses se preparan a volver al Ática. Pagondas, beotarca tebano al mando, exhorta a cada contingente y a su jefe quienes son de la opinión de dejar partir a los atenienses, (están en la frontera y a punto de dejar el territorio beocio).

## Desarrollo
Habiendo convencido a los otros beotarcas, Pagondas pone inmediatamente en marcha el ejército hasta una posición cerca de las tropas atenienses que alcanza por la tarde y lo despliega en línea de combate, ocultadas estas por una colina. La falange de 7000 hoplitas beocios se compone en el ala derecha de tebanos y pueblos asociados; el centro es ocupado por las tropas provenientes de Haliarto, Coronea, Copas y de ciudades vecinas; en el ala izquierda se sitúan los combatientes de Tespias, Tanagra y Orcómeno. Los tebanos están organizados en 25 filas, profundidad inhabitual y que será la marca de su falange (conocida como falange oblicua). 1000 caballeros, 10 000 guerreros de infantería ligera y 500 peltastas prolongando las alas. Se piensa que estos contingentes, muy importantes, representan alrededor de los 2/3 de las fuerzas de Beocia.
Hipócrates, estudiando la aproximación tebana, manda a sus hoplitas tomar sus posiciones de combate y los reúne poco después, dejando sobre el lugar 300 jinetes para guardar el fuerte y eventualmente intervenir en el combate. Esta fuerza no podrá ser utilizada, pues los tebanos sitúan en las proximidades del santuario tropas que la bloquean en el fuerte. Hipócrates intenta arengar a su ejército de 7000 hoplitas alineados en ocho filas y cerca de 1000 jinetes quienes flanquean las alas (las tropas ligeras, para la circunstancia mencionada más arriba, son escasas), pero no tiene tiempo más que de recorrer la mitad del frente cuando aparecen los beocios en lo alto de la colina.
Los adversarios avanzan, pero la presencia de torrentes (la acción se desarrolla al principio del invierno), sobre los costados bloquea las alas de cada ejército y solos, los centros entran en contacto. Toda la mitad izquierda del frente beocio es hundido y algunos contingentes, en particular los de Tespias, pues sus vecinos han retrocedido, se encuentran cercados y masacrados por los atenienses. El ala derecha, en cuanto a ella, gracias al empuje de las 25 filas tebanas, doblega al enemigo. Pagondas, viendo su ala izquierda en dificultad, hace pasar al abrigo de las miradas dos escuadrones de caballería detrás de la colina para apoyar este lado. Su aparición repentina sobre la línea de cresta desconcierta al ala victoriosa ateniense que se asusta, que piensa que otro ejército marcha sobre ellos, retrocede, después huye, imitada por el resto del ejército, hacia Delio, Oropos o el monte Parnés. La caballería beocia, apoyada por la de Lócrida que acababa de llegar al teatro de operaciones, se lanza en persecución de los fugitivos y los masacra, pero la caída de la noche permite a la mayoría de estos escapar. Hipócrates encuentra la muerte en los combates junto a unos 1000 hoplitas suyos. Los beocios dejan cerca de 500 hoplitas sobre el terreno. Las muertes de los otros cuerpos de tropa no están registradas.

## Días posteriores a la batalla
El día siguiente de la batalla, habiendo encontrado refugio las tropas atenienses en Delio u Oropos embarcan y vuelven por mar al Ática, dejando una guardia en estos puestos. Los beocios levantan un trofeo, se llevan a sus muertos y dejan una guarnición en el lugar de la batalla antes de volver a Tanagra.

Se envía un heraldo a los atenienses para resolver la cuestión de sus muertos: han violado el santuario, lugar sagrado, fortificándolo y utilizando su agua reservada a las abluciones rituales para un uso corriente, por lo tanto, deben dejar los lugares. Esta es la condición para recuperar a sus muertos.

Los atenienses arguyen que:
- referente al santuario, no tienen reproches que hacer: puesto que ocupan los lugares, es pues su territorio el que está en cuestión.
- Para el agua, estas son las circunstancias (y de los tebanos), que les han dictado este uso.
- Los beocios se revelan ser más impíos que ellos, atenienses, al pretender cambiar muertos por templos, que rechazan este empleo para hacer valer su reivindicación.
- Reclaman sus muertos por medio de una tregua, como es costumbre en Grecia, y no bajo la condición de una retirada del santuario.

La respuesta beocia está en la misma línea de juegos dialécticos y las negociaciones quedan sin resultado.
Ante estos hechos, las tropas beocias, habiendo recibido refuerzos de 2000 hoplitas corintios, de arqueros y honderos venidos del golfo Maliaco, así como de una guarnición peloponesia procedente de Nisea que había sido evacuada y sometida por los megarenses, se deciden a atacar el campo ateniense del santuario. Después de varios asaltos infructuosos, los beocios construyen una máquina destinada a proyectar llamas y restos incandescentes hacia las murallas, que en parte están hechas de madera.

El fuerte es tomado 16 días después de la batalla; algunos defensores son muertos y 200 son hechos prisioneros, pero el grueso de las tropas llega a embarcar y a escaparse.

Habiendo retomado el lugar, los beocios devuelven sus muertos a los atenienses sin otra condición.

Poco después, Demóstenes intenta un desembarco en Sición pero es rechazado y perseguido por mar donde sufre algunas pérdidas.

## Balance
Este proyecto ateniense apuntaba, incluso aunque todos los objetivos no debieron ser alcanzados, a poner en Beocia el germen que llevaría a esta región hacia un régimen democrático, y se saldó con un fracaso completo del que pueden ponerse en evidencia algunos puntos:
- Indiscreción, que conduce a una traición que impide el levantamiento de las ciudades por la presencia de tropas en los muros.
- Mala coordinación en el tiempo debido a un error inexplicado que arruina finalmente las posibilidades de éxito de la campaña terrestre, permitiendo a los beocios mantener el ejército en un solo grupo que se ocupa sucesivamente de Demóstenes y de los rebeldes de Hipócrates.
- Puesta en evidencia de lagunas en el entrenamiento colectivo y la disciplina de las tropas atenienses que se ven desconcertadas, aunque victoriosas, por la aparición de la caballería beocia en su retaguardia.
- Puesta en evidencia de la debilidad de la falange incapaz de maniobrar en orden y rápidamente con arreglo a las circunstancias y que no puede hacer frente a un ataque en su retaguardia.

Además, los atenienses, en su proyecto en Beocia, no prestan atención a los movimientos de Brásidas y de su ejército que atraviesa al mismo tiempo Tesalia en dirección a Tracia para conseguir la defección de las ciudades del norte de Grecia, aliadas de Atenas; campaña durante la cual acumula varios éxitos que dan un gran golpe a los intereses de Atenas en esta región, y que permite que ver el amplio alcance de esta campaña trágica en Beocia.

## Anécdota
Sócrates y Alcibíades combatieron en las filas atenienses en esta batalla, y el segundo salvó la vida al primero, devolviendo así el favor recibido en la batalla de Potidea.